# Menhit
Ne doit pas être confondu avec Mehyt.
Menhit /ˈ m ɛ n ˌ h ɪ t / (également connue sous le nom de Menhyt et de Menchit) est une déesse lionne nubienne de la guerre dans le royaume de Koush. Elle est considérée comme une déesse tutélaire et solaire. Étymologiquement son nom signifie soit, « celle qui sacrifie », soit « celle qui massacre ». En tant que Menhit, elle est associée au soleil, mais en tant que Mekhit, elle est associée à la lune.

## Histoire
Considérée comme ayant pour origine une déesse nubienne, Menhit est toujours représentée comme une lionne avec un disque solaire et un symbole d'uræus,, symbole solaire de protection. Les textes sur les cercueils l'associent à une divinité tutélaire et solaire>. Certaines sources l'identifient comme le modèle du mythe de la « Déesse lointaine ». Une légende égyptienne raconte que l'Œil de Rê s'enfuit d'Égypte. Alors Rê envoie une autre divinité à sa recherche en Nubie. Là, elle se transforme en lionne et lorsqu'elle revient à Rê, elle devient Menhit.
Elle était également censée avancer devant les armées égyptiennes et abattre leurs ennemis avec des flèches enflammées, comme d'autres divinités de la guerre. Elle était moins connue du peuple en tant que déesse de la couronne et était l'une des déesses qui représentaient l'uræus protecteur sur les couronnes royales.

## Cultes
Dans le 3e nome de Haute-Égypte, en particulier à Esna, Menhit était considérée comme l'épouse de Khnoum et la mère de Heka. Elle était également connue pour être la mère de Shou. Elle était également vénérée en Basse-Égypte, où elle était liée aux déesses Ouadjet et Neith. Elle a aussi été identifiée à une autre déesse lionne, Sekhmet.